# Phanomphon Daendongying
Phanomphon Wisalya Daendongying (ur. 2004) – tajski zapaśnik walczący w stylu wolnym. Brązowy medalista mistrzostw Azji Południowo-Wschodniej w 2022 roku.